# Caio Cássio Longino (cônsul em 171 a.C.)
Caio Cássio Longino (em latim: Caius Cassius Longinus) foi um político da gente Cássia da República Romana eleito cônsul em 171 a.C. com Públio Licínio Crasso. Caio Cássio Longino, cônsul em 124 a.C., era seu filho..

## Primeiros anos

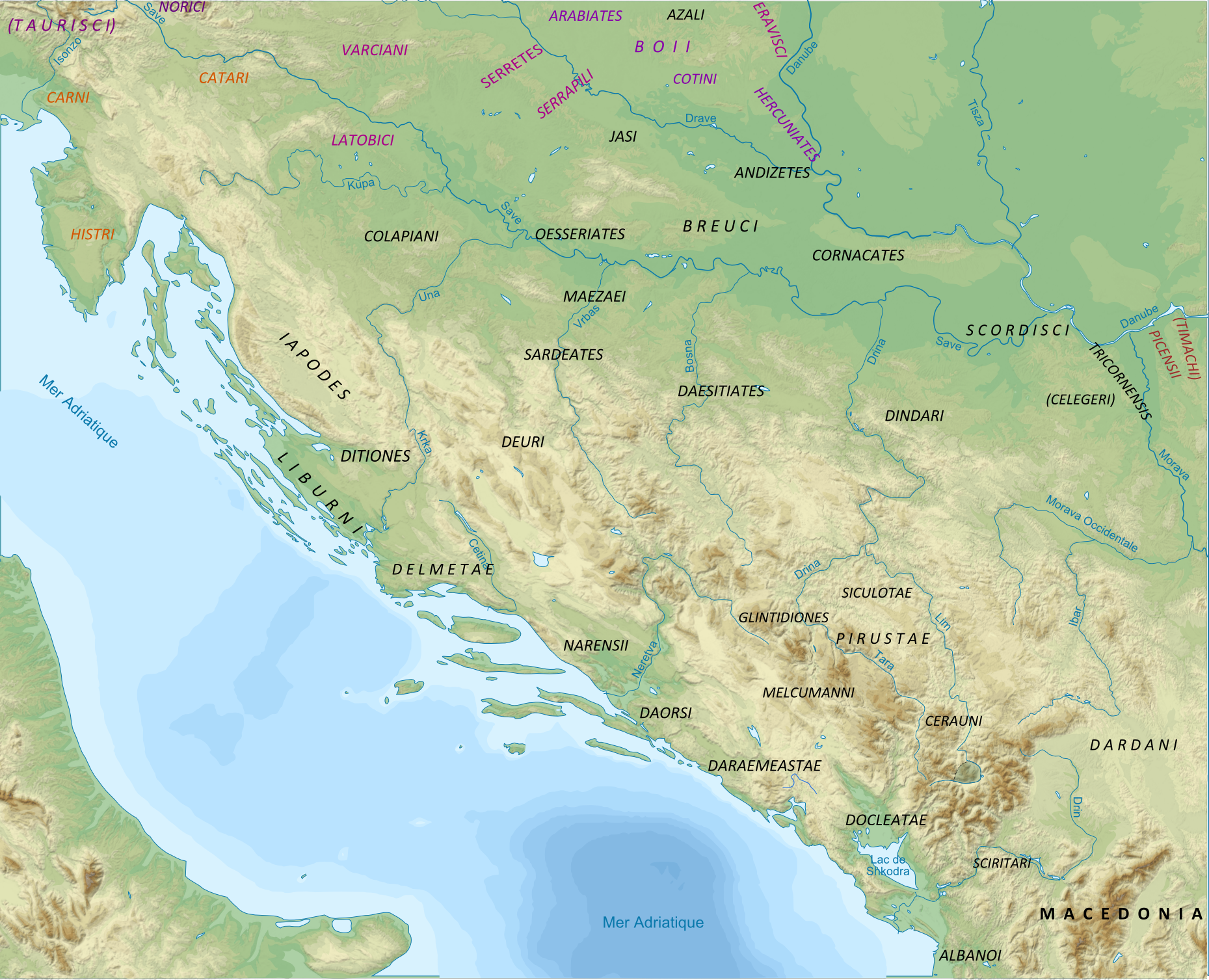
Mapa da Ilíria. Longino marchou pelas terras dos carnos, ístrios e japígios (no alto à esquerda), saqueando e escravizando pelo caminho, com a intenção de chegar até a Macedônia (abaixo, à direita).

Em 178 a.C., Longino serviu como tribuno militar. Quatro anos mais tarde, foi pretor urbano e, em 173 a.C., foi um dos decênviros agris dandis assignandis responsáveis pela distribuição das terras recém-conquistadas na Ligúria.

## Consulado (171 a.C.)
Foi eleito cônsul em 171 a.C. com Públio Licínio Crasso. Longino não recebeu o comando militar que esperava durante a Terceira Guerra Macedônica e foi enviado à Gália Cisalpina, no norte da península Itálica, para preparar uma defesa contra os ataques macedônios. Ignorando as ordens, decidiu reunir o seu exército em Aquileia e, com trinta dias de provisões, marchou para o sul, entrando na Ilíria com a intenção de invadir a Macedônia pelo norte. O Senado Romano, ao saber dos seus movimentos, chamou-o de volta a Roma. No caminho de volta, Longino levou seu exército através dos Alpes, saqueando sem piedade os escordiscos e outros povos celtas, conseguindo milhares de escravos.

## Anos finais
Em 170 a.C., serviu como legado na Macedônia sob o comando do cônsul Aulo Hostílio Mancino e foi acusado no Senado pelos embaixadores do rei de Nórica Cincibilo — assim como pelos enviados dos carnos, ístrios e japígios — de tratar os povos celtas como inimigos quando passou pelos seus territórios para ir à Macedônia; os senadores determinaram que as provas eram fidedignas e emitiu um parecer segundo o qual lhes seriam entregues presentes em compensação pelos danos causados, mas determinou que não podia condenar um homem de classe consular sem o escutar, coisa que não era possível fazer por ele estar ausente servindo na Macedônia.
Em 154 a.C., Longino foi eleito censor com Marco Valério Messala, para completar o 55º lustrum. Em seu mandato, os dois construíram um teatro que foi demolido por ordem do Senado, por sugestão de Cipião Násica Córculo, que alegou que ele estava sendo utilizado realizar apresentações que atentavam contra a modéstia pública ("pudicitia").
Perto do final de sua vida entrou em conflito com Catão, o Velho, cujo discurso em sua própria defesa ainda existia na época de Aulo Gélio.